# Synchronicity I
Synchronicity I ist ein Song von The Police und das Eröffnungsstück ihres Albums Synchronicity. Der von Sting geschriebene Titel wurde als Single nur in Japan veröffentlicht.

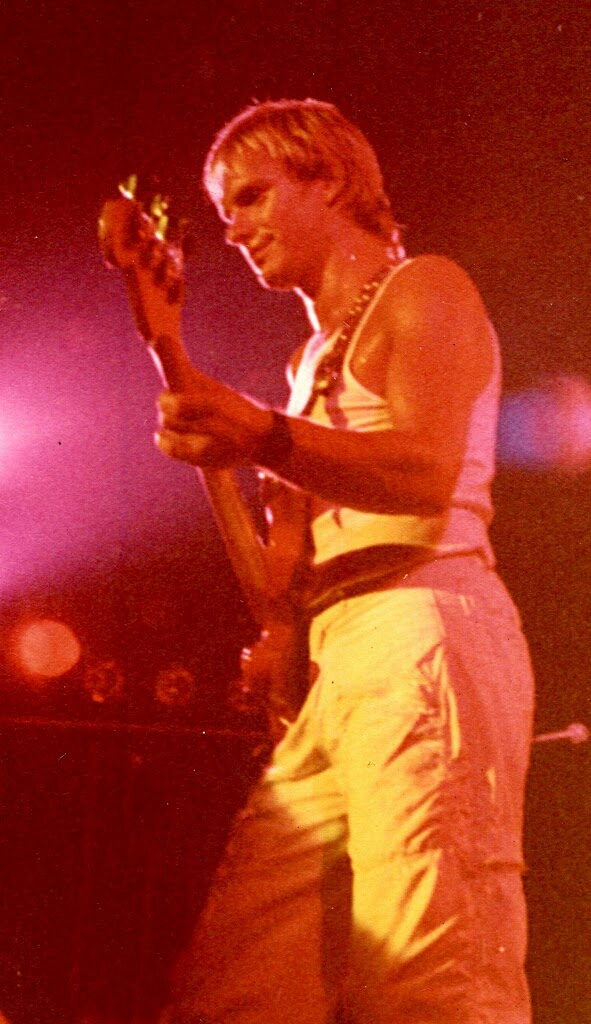
Sting (1980)

## Hintergrund
Synchronicity I wie auch sein bekannteres Gegenstück Synchronicity II wurden von Carl Gustav Jungs Theorie der Synchronizität inspiriert.
Wie auch andere Songs auf dem Album wird auch Synchronicity I von einem Synthesizer-Riff getrieben.
Synchronicity I wurde in Japan als zweite und letzte Single des Albums veröffentlicht, mit Someone to Talk To" auf der B-Seite, die in Großbritannien als B-Seite von Wrapped Around Your Finger und in Amerika als B-Seite von King of Pain erschien. Der Song wurde als Eröffnungsstück der Set-Liste der Band während der Synchronicity-Tour verwendet.
Auf die Frage, wie Synchronicity I mit dem Lied Synchronicity II zusammenhängt, sagte Stewart Copeland: „Ich habe Sting zu diesem Thema schon zur Rede gestellt, und er weigert sich strikt, die Verbindung zu erklären. Keiner von uns in der Band kann sich überhaupt daran erinnern, welches Stück welches ist. Der einzige Weg, wie ich sie auseinanderhalten kann, ist, dass 'Synch I' Stings coolen Sequenzer-Part hat, dieses 'dunga dunga dung'-Ding, für das ich bis zum heutigen Tag die ganze Anerkennung bekomme. Die Leute denken, dass ich ein Schlaginstrument spiele, und ich muss sie eines Besseren belehren. Es war eine echte 'Rama-Lama'-Art, unser Set auf der Tour zu beginnen, obwohl es mich fast umgebracht hat, jeden Abend mit dieser Art von Ansturm zu beginnen.“

## Rezeption
Robert Santelli vom Relix Magazine sagte: „'Synchronicity I' ist so nah dran an der musikalischen Anarchie, wie es The Police noch nie war: nichts scheint zu passen, während sich jeder Musiker mit unerbittlichen Stößen und Schlägen verausgabt, was schließlich in einem KO endet.“ Adam Sweeting von Melody Maker meinte: „Wenn man sich den Eröffnungstrack 'Synchronicity I' anhört, braucht man nicht viel Fantasie, um sich die Police als Fusion-Gruppe vorzustellen.“ Richard C. Walls von Creem bezeichnete ihn als „eine kleine Erklärung für das Konzept des Titels [von Synchronicity]“.
Stephen Thomas Erlewine von AllMusic äußerte sich positiv zu „Synchronicity I“ und sagte, dass sich die Gruppe auf Synchronicity „stark auf jazzige Texturen für Stings Songs verlässt, die nur auf dem hüpfenden, Marimba-getriebenen 'Synchronicity I' funktionieren“ BigHans von Sputnik Music nannte den Track zwar nicht als essentiellen Track von Synchronicity, führte ihn aber als eine der „anderen Empfehlungen“ des Albums auf.

## Besetzung
- Sting: Gesang, E-Bass, Keyboard, Drumcomputer
- Stewart Copeland: Schlagzeug
- Andy Summers: Gitarre, Keyboard